# Gojira × Megaguirus - G shōmetsu sakusen
Gojira × Megaguirus - G shōmetsu sakusen (ゴジラ×メガギラス G消滅作戦?, Gojira tai Megagirasu - Jī shōmetsu sakusen, lett. "Godzilla × Megaguirus - Strategia di sterminio G", dove "×" si pronuncia "tai", cioè "contro") è un film del 2000 diretto da Masaaki Tezuka.
Si tratta del 24° film della saga del dinosauro mutante Godzilla ed è sequel del primo film della saga.

## Trama
Nella città di Tokyo un'arma satellitare apre un varco temporale dal presente al passato, attraverso il quale arriva un uovo argentato dal quale nasce una libellula gigante (identica alle larve del film Rodan) che arriva nella città e deposita un agglomerato di uova da cui nascono centinaia di insetti giganti. Alcuni di essi prelevano del sangue di Godzilla, nel frattempo giunto in città. Dopo un primo duello con Godzilla gli insetti si uniscono insieme al D.N.A di Godzilla facendo nascere Megagurius, un insetto gigante che ricorda molto il fratello di Mothra, Battra, anche se più spaventosa. Nel duello finale Godzilla sconfiggerà Megaguirus con un potentissimo raggio atomico salvando la città.